# Musicographie (émission de télévision)
Pour les autres significations, voir Musicographie.
Musicographie est une émission de télévision québécoise biographique diffusée entre le 4 septembre 1998 et 2014 à MusiMax.

## Synopsis
L'émission propose une incursion intime dans la vie et la carrière d'un artiste. Des révélations, des faits marquants, des controverses, des documentaires humains sur des vedettes internationales. De l'enfance jusqu'aux dernières réalisations, en passant par les premiers pas dans le showbiz, les grands succès et les revers des artistes.